# Das Kriminalmuseum: Akte Dr. W.
Akte Dr. W. ist der 10. Fernsehfilm der Krimireihe Das Kriminalmuseum. Die deutsche Erstausstrahlung erfolgte am 2. Juli 1964 um 21 Uhr im ZDF.

## Inhalt
Dr. Watzmann überfährt während einer Fahrt von Bad Tölz nach München einen Mann auf einer Landstraße. Da Watzmann einen wichtigen Geschäftstermin hat, meldet er den Unfall nicht der Polizei. Stattdessen schleppt er den Toten in ein Gebüsch am Straßenrand und begeht Fahrerflucht. Kurz vor München wäscht sich Watzmann die Hände an einem Bachlauf und wirft sein blutverschmiertes Taschentuch in das Gewässer. Wenig später nimmt ein Junge die am Unfallort zurückgebliebene Radkappe von Watzmanns Fiat mit, ohne den Toten zu entdecken. In München bittet Watzmann nach seinem Termin den Tankwart José, seinen Wagen zu reinigen. José unternimmt mit dem Auto nach Feierabend aber zunächst eine Spazierfahrt mit seiner Bekannten Anna. Noch am gleichen Abend findet ein Schäfer die Leiche des überfahrenen Mannes an der Landstraße.
Am nächsten Morgen holt Watzmann den Wagen, der vom Unfall eine kleine Delle hat, von der Tankstelle ab. Als Watzmann vom Tankstellenbesitzer Thalhuber auf die fehlende Radkappe aufmerksam gemacht wird, behauptet er, dass er den Wagen in einwandfreiem Zustand abgegeben hatte. Thalhuber macht José für die Schäden verantwortlich und beauftragt ihn mit der Reparatur. Inzwischen hat die Landpolizei die Identität des Opfers festgestellt und Bekanntschaft mit einem Bahnwärter gemacht, der einen verdächtigen weißen Opel beobachtet haben will.
Die von der Landpolizei gesammelten Informationen landen bei Polizeiobermeister Pommer und dessen Assistenten Storkmeier von der Abteilung Unfallflucht. Pommer verdächtigt zunächst den Dressman Polzien, der seinen weißen Opel als gestohlen gemeldet hat. Polzien behauptet, den fraglichen Zeitraum bei einem Freund verbracht zu haben, der sich inzwischen jedoch im Urlaub befindet. Tatsächlich kann die Polizei später zwei stadtbekannte Kleinkriminelle stellen, die den Opel gestohlen haben. Da man an dem Wagen keine Unfallspuren findet, steht Pommer wieder am Anfang seiner Ermittlungen. 
Mit Hilfe einiger Fotos von vergleichbaren Fahrzeugen und einer neuen Befragung des Bahnwärters fällt der Verdacht schließlich auf einen Fiat. Vom Kraftfahrt-Bundesamt in Flensburg lassen sich die Ermittler die Daten aller in München gemeldeten weißen Fiats übermitteln. Von den 17 ermittelten Fahrzeugen bleiben letztlich fünf, die genauer geprüft werden. Auch Dr. Watzmann muss sich zur Untersuchung seines Wagens und zu einer Befragung zu den Beamten begeben. Am Türgriff von Watzmanns Auto finden die Ermittler Spuren, die sich im Labor als Fasern vom Mantel des Unfallopfers erweisen. Sogar die reparierte Delle bleibt nicht unentdeckt. Gegenüber Pommer behauptet Watzmann, im fraglichen Zeitraum direkt vom Büro zur Dienstbesprechung gefahren zu sein. Da er auch die Wagenreinigung erwähnt, fährt Pommer nach den Befragungen zur Tankstelle, wo er auf den Angestellten José trifft. Zögernd gibt der Spanier zu, mit dem Wagen einen Ausflug mit seiner Bekannten Anna gemacht zu haben.
Zur gleichen Zeit stellt Pommers Assistent fest, dass Watzmann am gleichen Tag von Bad Tölz nach München gefahren ist. Obwohl inzwischen auch die Unschuld von José bewiesen ist, behauptet Watzmann in einem weiteren Verhör, niemanden überfahren zu haben. Da sich jedoch in der Brusttasche von Watzmanns Jacke Blut vom Opfer nachweisen lässt, ist Watzmann überführt. Schließlich gibt dieser zu, den Unfall verheimlicht zu haben, da er einen Prozess und ein Ende seiner Karriere befürchtete. Pommer macht deutlich, dass diese Angst unbegründet war, da der Überfahrene stark betrunken war. Erst die Fahrerflucht machte aus dem Unfall ein Verbrechen.

## Hintergrund
Der Fernsehfilm Akte Dr. W. war die 10. von insgesamt 41 Folgen der Krimireihe Das Kriminalmuseum. Die deutsche Erstausstrahlung erfolgte am 2. Juli 1964 um 21.00 Uhr im ZDF. Helmut Ringelmann, damals Geschäftsführer der produzierenden Intertel Television GmbH, verpflichtete bereits zum fünften Mal Helmuth Ashley als Regisseur. An der Produktion waren außerdem der Kameramann Rolf Kästel sowie Max Mellin als Szenenbildner beteiligt. Die Musik komponierte Friedrich Meyer, wobei die Titelmusik von Martin Böttcher stammte.